# Liste der Naturdenkmale in Kleßen-Görne
Die Liste der Naturdenkmale in Kleßen-Görne enthält alle Naturdenkmale der brandenburgischen Gemeinde Kleßen-Görne und ihrer Ortsteile im Landkreis Havelland, welche durch Rechtsverordnung geschützt sind. (Stand: 2014)
In den Spalten befinden sich folgende Informationen:
- Nr.: Identifizierungsnummer nach veröffentlichter Liste. Sie wird von der unteren Naturschutzbehörde des Landkreises oder der kreisfreien Stadt vergeben. Wenn sie bekannt ist, wird sie angegeben. In dieser Spalte kann sich zusätzlich das Wort Wikidata befinden, der entsprechende Link führt zu Angaben zu diesem Naturdenkmal bei Wikidata.
- Bezeichnung: Benennung des Naturdenkmals, in der Regel wird bei Bäume die Baumart genannt. Bekannte Eigennamen werden mit angegeben.
- Gemarkung: Ort oder Gemarkung, in der sich das Naturdenkmal befindet
- Lage: Nennt die Lage des Naturdenkmals im jeweiligen Ortsteil und die geografischen Koordinaten des Naturdenkmals. Link zu einem Kartenansichtstool, um Koordinaten zu setzen. In der Kartenansicht sind Naturdenkmale ohne Koordinaten mit einem roten beziehungsweise orangen Marker dargestellt und können in der Karte gesetzt werden. Denkmale ohne Bild sind mit einem blauen bzw. roten Marker gekennzeichnet, Denkmale mit Bild mit einem grünen beziehungsweise orangen Marker.
- Beschreibung: die Beschreibung des Naturdenkmales
- Schutzzweck: Erläutert den Grund der Unterschutzstellung
- Bild: Zeigt ein Bild des Naturdenkmales und gegebenenfalls ein Link zu weiteren Fotos im Medienarchiv Wikimedia Commons

## Kleßen
| Bild                           | Bezeichnung              | Lage                                                              | Beschreibung | Schutzzweck | Nummer |
| ------------------------------ | ------------------------ | ----------------------------------------------------------------- | --- | ----------- | ------ |
| Weitere Bilder Fotos hochladen | Scheinzypresse in Kleßen | Kleßen, Dorfstraße 11 1/63 (52° 44′ 25,9″ N, 12° 29′ 34,5″ O)     | Zypresse (Chamaecyparis lawsoniana) in gut sichtbarer Lage am Gartenzaun zur Straße des Grundstückes Dorfstraße 11; sichtexponierter Standort; bereits von der Straße aus gut zu sehen - Schönheit und Eigenart; das Ortsbild bereicherndes Element - Krone vermutlich zur Freihaltung der Telefonleitung stark zurückgeschnitten; Vitalität: sehr gut; - Stammumfang: 147 - seit 1955 im Kataster |             | 0019 B |
| Weitere Bilder Fotos hochladen | Schlosslinde von Klessen | Kleßen, vor dem Schloss 1/31/1 (52° 44′ 23,1″ N, 12° 29′ 44,4″ O) | aufgrund des Alters eine Seltenheit im Landkreis; ebenso bei Stammumfang mit 6,50 Meter; besonders markanter Baum - durch Blitzschlag stark reduzierte Krone; kurzer Stamm zeltartig aufgerissen und hohl; große Astwunden durch Rückschnitt einiger Starkäste - Stammumfang: 650 - seit 1956 |             | 0020 B |